# パピヨン-花と蝶-
『パピヨン -花と蝶-』（パピヨン -はなとちょう-）は、上田美和による日本の漫画作品。
『別冊フレンド』（講談社）にて2006年8月号から2009年12月号まで連載されていた。単行本は全8巻。

## あらすじ
地味でマイナス思考の亜蝶（あげは）には、自分とは正反対の快活でみんなの人気者の双子の妹・花奈（はな）がいた。自分を卑下し、花奈を僻み、自分から積極的に動こうとしなかった亜蝶は、スクールカウンセラー見習いの九（いちじく）と出会い、徐々に変わっていく。
サナギは羽化して蝶になれるのか。

## 登場人物
水城 亜蝶（みずき あげは）
自分とは正反対の花奈を僻んでばかりで、ネガティブ思考の持ち主だったが、九との出会いで前向きに物事を考えるようになる。田舎にいた頃の幼なじみ・流星のことが好きで、九のカウンセリングで「流星の彼女になること」を目標とするが、自分を変えるきっかけを作ってくれた九のことを好きになってしまう。
赤ん坊の頃、亜蝶だけ夜泣きが激しく、祖母の抱っこでしか泣き止んでくれなかったために母親が産後うつ状態になってしまい、小学2年生まで田舎の祖母の元で育った。8年間離れていた溝はなかなか埋められず、両親が花奈ばかりを可愛がっているような気がして、花奈がいればそれでいいのだと思っていた。颯人のおかげで誤解が解け母親とも和解する。
水城 花奈（みずき はな）
亜蝶の双子の妹。可愛くてノリがよい人気者。見た目が派手なので遊んでいるように見られることが多い。流星と付き合うようになる。
中学生の頃、ずっと好きだった人と付き合えるようになったが、その彼がまだダサかった亜蝶に心変わりしてしまったことがトラウマになっている。そのことを根に持ち、亜蝶の恋を邪魔したり付き合う男子の気持ちを確かめるために亜蝶の振りをするなど、どこか屈折している。
九 颯人（いちじく はやと）
24歳。大学院生。スクールカウンセラーの実習生。女子生徒から人気があり、「キューちゃん」と呼ばれる。亜蝶のことを「サナギ」と呼ぶ。
小池 流星（こいけ りゅうせい）
亜蝶が育った田舎に、夏休みに帰省していた男の子。高校で再会するが、亜蝶がその時の子だとは気付かなかった。
花奈は見た目通りの軽い子だと思っていたが、話すうちに誤解が解け付き合い始める。
神田（かんだ）
亜蝶のクラスメイト。デブでブスと評判が悪い。
明治（めいじ）・美々（みみ）
亜蝶のクラスメイト。同じ中学出身で仲が良い。
井上 香（いのうえ かおり）
亜蝶のクラスメイト。他人がHした後の匂いが分かってしまうという不思議な嗅覚を持つ。
水城 美咲（みずき みさき）
亜蝶と花奈の母親。
赤ん坊だった亜蝶が何をしても泣き止んでくれないのに、母の抱っこでぴたりと泣き止んでくれるのが、母親失格と言われているようでうつ状態になってしまう。亜蝶は自分だけだと思っていたが、実際は亜蝶と花奈の2人とも母に預けられていた（但し小学2年まで預けられていたのは亜蝶のみ）。
丸井（まるい）
颯人のスーパーバイザー（指導係）。高校の隣の大学で教授をしている。
新堂 忍（しんどう しのぶ）
中学生時代の花奈の元彼。亜蝶に告白したことがあり、本人は真面目だったが、亜蝶には冗談だと受け止められた。
北嶋 レナ（きたじま れな）
看護師。4年前に亡くなった颯人の元カノ・ありさの妹。姉の死のショックで記憶をすり替えてしまい、姉は颯人に殺されたも同然だと思っている。

## 書誌情報
1. 2007年01月12日発売、ISBN 978-4-06-341507-0
2. 2007年06月13日発売、ISBN 978-4-06-341528-5
3. 2007年12月13日発売、ISBN 978-4-06-341554-4
4. 2008年04月11日発売、ISBN 978-4-06-341572-8
5. 2008年09月12日発売、ISBN 978-4-06-341589-6
6. 2009年09月13日発売、ISBN 978-4-06-341607-7
7. 2009年07月13日発売、ISBN 978-4-06-341628-2
8. 2009年12月11日発売、ISBN 978-4-06-341656-5